# Five Below
Five Below Inc. (NASDAQ: FIVE

) er en amerikansk discountbutikskæde med 1.400 butikker, som sælger produkter til mindre end 5 $. Desuden har de et mindre sortiment af varer fra 1 $ til 25 $. Deres hovedkvarter er i Philadelphia, Pennsylvania.
David Schlessinger, Zany Brainy og Tom Vellios etablerede Five Below 4. oktober 2002 i Wayne, Pennsylvania.